# Morti nel 1936
| Questa pagina contiene informazioni ricavate automaticamente dalle voci biografiche con l'ausilio del template Bio e di un bot. L'aggiornamento è periodico e automatico e ricostruisce completamente la pagina. Se manca una persona in questa lista, sei pregato di non aggiungerla, ma accertati piuttosto che la sua voce biografica contenga il template Bio e che i dati anagrafici siano correttamente compilati. Se il template Bio manca, inseriscilo tu stesso o, in alternativa, metti l'avviso {{tmp\|Bio}} che ne segnala la mancanza. Se i dati riportati sono sbagliati, correggi direttamente la voce biografica; le modifiche saranno visibili in questa lista entro pochi giorni. Per chiarimenti vedi il progetto biografie. La lista contiene solo le 944 persone che sono citate nell'enciclopedia e per le quali è stato implementato correttamente il template Bio. Pagina aggiornata al 18 ago 2025. |

## Gennaio(73)
- 2 gennaio - Leonardo Coimbra, filosofo e politico portoghese (n. 1883)
- 2 gennaio - Antonio Demo, religioso e missionario italiano (n. 1870)
- 2 gennaio - Jules Destrée, politico, avvocato e scrittore belga (n. 1863)
- 2 gennaio - Samuel Ryder, mercante britannico (n. 1858)
- 3 gennaio - Pietro Bestetti, ciclista su strada italiano (n. 1898)
- 3 gennaio - Jorge Gibson Brown, calciatore argentino (n. 1880)
- 4 gennaio - Leopoldo Battistini, pittore e ceramista italiano (n. 1865)
- 4 gennaio - James Churchward, scrittore britannico (n. 1851)
- 4 gennaio - Pierre Mandonnet, presbitero, teologo e storiografo belga (n. 1858)
- 4 gennaio - Alice Schanzer, poetessa, traduttrice e critica letteraria austriaca (n. 1873)
- 5 gennaio - Ramón María del Valle-Inclán, poeta, scrittore e drammaturgo spagnolo (n. 1866)
- 6 gennaio - François Beaugendre, ciclista su strada francese (n. 1880)
- 6 gennaio - Louise Bryant, giornalista e scrittrice statunitense (n. 1885)
- 6 gennaio - Harley Knoles, regista, sceneggiatore e produttore cinematografico britannico (n. 1880)
- 7 gennaio - Hermann Picha, attore tedesco (n. 1865)
- 7 gennaio - Chika Sagawa, poetessa e traduttrice giapponese (n. 1911)
- 9 gennaio - John Gilbert, attore statunitense (n. 1897)
- 9 gennaio - William Smith, golfista statunitense (n. 1865)
- 10 gennaio - Edoardo Persico, critico d'arte e saggista italiano (n. 1900)
- 10 gennaio - Friedrich Zschokke, zoologo svizzero (n. 1860)
- 10 gennaio - Sergej Ščukin, imprenditore e collezionista d'arte russo (n. 1854)
- 11 gennaio - William Morris, attore statunitense (n. 1861)
- 12 gennaio - Franz Abbé, ginnasta tedesco (n. 1874)
- 12 gennaio - John Francis Hylan, politico statunitense (n. 1868)
- 12 gennaio - Gustave Lyon, ingegnere e musicista francese (n. 1857)
- 13 gennaio - Aldo Del Monte, militare italiano (n. 1894)
- 13 gennaio - Samuel Roxy Rothafel, impresario teatrale e compositore statunitense (n. 1882)
- 13 gennaio - Santi Sprugnoli, fantino italiano (n. 1855)
- 13 gennaio - Gabriel Veyre, regista e fotografo francese (n. 1871)
- 14 gennaio - Calogero Ciancimino, scrittore e comandante marittimo italiano (n. 1899)
- 14 gennaio - George Hume, compositore di scacchi britannico (n. 1862)
- 15 gennaio - Antonio Citterio, architetto italiano (n. 1853)
- 15 gennaio - Henry Forster, I barone Forster, politico britannico (n. 1866)
- 16 gennaio - Oskar Barnack, ingegnere tedesco (n. 1879)
- 16 gennaio - Albert Fish, serial killer statunitense (n. 1870)
- 17 gennaio - Mateiu Caragiale, scrittore e poeta rumeno (n. 1885)
- 18 gennaio - Hermanus Brockmann, canottiere olandese (n. 1871)
- 18 gennaio - Bénoni Fardel, pallanuotista francese (n. 1878)
- 18 gennaio - Rudyard Kipling, scrittore, poeta e giornalista britannico (n. 1865)
- 19 gennaio - Oscar Hoppe, pattinatore artistico su ghiaccio cecoslovacco (n. 1886)
- 19 gennaio - August Schmarsow, storico dell'arte e docente tedesco (n. 1853)
- 20 gennaio - Giorgio V del Regno Unito, re britannico (n. 1865)
- 20 gennaio - Adolf Just, medico tedesco (n. 1859)
- 20 gennaio - Jarl Öhman, calciatore finlandese (n. 1891)
- 20 gennaio - Gastone Pisoni, militare e aviatore italiano (n. 1906)
- 21 gennaio - Fausto Beretta, militare e musicista italiano (n. 1898)
- 21 gennaio - Luigi Chiavellati, militare italiano (n. 1902)
- 21 gennaio - Panfilo Di Gregorio, militare italiano (n. 1908)
- 21 gennaio - Arthur Dalrymple Fanshawe, ammiraglio inglese (n. 1847)
- 21 gennaio - Amerigo Fazio, militare italiano (n. 1895)
- 21 gennaio - Reginaldo Giuliani, religioso, militare e predicatore italiano (n. 1887)
- 21 gennaio - Emilio Maccolini, militare italiano (n. 1908)
- 21 gennaio - Armando Maglioni, militare italiano (n. 1884)
- 21 gennaio - Flavio Ottaviani, militare italiano (n. 1911)
- 21 gennaio - Luigi Valcarenghi, militare italiano (n. 1891)
- 22 gennaio - Miquel Blay, scultore spagnolo (n. 1866)
- 22 gennaio - Ernest Flammarion, editore francese (n. 1846)
- 22 gennaio - Georg von Grimpe, zoologo tedesco (n. 1889)
- 22 gennaio - Giambattista Lapucci, militare italiano (n. 1913)
- 23 gennaio - Vladimiro Bernstein, matematico russo (n. 1900)
- 23 gennaio - Clara Butt, contralto britannico (n. 1872)
- 24 gennaio - Vladimir Barskij, attore e regista sovietico (n. 1866)
- 24 gennaio - Harry T. Morey, attore e regista statunitense (n. 1873)
- 25 gennaio - Edmond Aman-Jean, pittore, incisore e critico d'arte francese (n. 1858)
- 25 gennaio - Paul Heider, religioso austriaco (n. 1868)
- 25 gennaio - Tāj-al-Salṭana, principessa e scrittrice persiana (n. 1883)
- 26 gennaio - George Woodward Wickersham, politico statunitense (n. 1858)
- 27 gennaio - Gideon Ericsson, tiratore a segno svedese (n. 1871)
- 29 gennaio - Rose Dione, attrice francese (n. 1875)
- 31 gennaio - Grace Drayton, fumettista e illustratrice statunitense (n. 1878)
- 31 gennaio - Jan Willem te Kolsté, scacchista olandese (n. 1874)
- 31 gennaio - Pierre de Nolhac, filologo, storico dell'arte e poeta francese (n. 1859)
- 31 gennaio - Geremia Trinchese, militare italiano (n. 1906)

## Febbraio(73)
- 2 febbraio - Georges Garnier, calciatore, velocista e mezzofondista francese (n. 1878)
- 2 febbraio - Salvatore Pietrocola, militare italiano (n. 1905)
- 2 febbraio - Jevhen Pavlovyč Plužnyk, poeta, scrittore e drammaturgo ucraino (n. 1898)
- 2 febbraio - Amedeo De Rege Thesauro, militare italiano (n. 1903)
- 3 febbraio - Heinrich Wenck, architetto danese (n. 1851)
- 3 febbraio - Sofia di Schönburg-Waldenburg, principessa (n. 1885)
- 4 febbraio - Wilhelm Gustloff, politico tedesco (n. 1895)
- 4 febbraio - Hugo Krabbe, giurista danese (n. 1857)
- 5 febbraio - Charles Le Bargy, attore e regista francese (n. 1858)
- 5 febbraio - Filiberto Minozzi, pittore italiano (n. 1877)
- 5 febbraio - Albert Seibel, agronomo francese (n. 1844)
- 6 febbraio - Vladimír Roy, poeta, traduttore e pastore protestante slovacco (n. 1885)
- 6 febbraio - Wilhelm Solf, politico e diplomatico tedesco (n. 1862)
- 6 febbraio - Arthur Wynne, generale britannico (n. 1846)
- 7 febbraio - Elizabeth Pennell, scrittrice statunitense (n. 1855)
- 7 febbraio - Luigi Sincero, cardinale e arcivescovo cattolico italiano (n. 1870)
- 8 febbraio - Rahel Sanzara, scrittrice e attrice tedesca (n. 1894)
- 8 febbraio - Charles Curtis, politico statunitense (n. 1860)
- 8 febbraio - Christian Brevoort Zabriskie, imprenditore statunitense (n. 1864)
- 9 febbraio - Jacques Bainville, giornalista e storico francese (n. 1879)
- 9 febbraio - Caroline Furness, astronoma statunitense (n. 1869)
- 9 febbraio - Ondřej Pukl, mezzofondista boemo (n. 1876)
- 10 febbraio - Fillìa, poeta e pittore italiano (n. 1904)
- 11 febbraio - Brunetto Calamai, imprenditore italiano (n. 1863)
- 11 febbraio - Pierre Viala, enologo francese (n. 1859)
- 12 febbraio - Camillo Barany Hindard, militare italiano (n. 1889)
- 13 febbraio - Georgij Ivanovič Čelpanov, psicologo e filosofo ucraino (n. 1862)
- 13 febbraio - Michele Griffa, militare italiano (n. 1915)
- 14 febbraio - Aleksandr Ivanovič Gučkov, politico russo (n. 1862)
- 15 febbraio - Luigi De Marchi, geografo, geologo e bibliotecario italiano (n. 1857)
- 15 febbraio - Antonino Franzoni, militare italiano (n. 1892)
- 15 febbraio - Jack McGurn, pugile e mafioso italiano (n. 1902)
- 15 febbraio - Ottone Pecorari, militare italiano (n. 1913)
- 16 febbraio - Ferdinand Dierkens, architetto belga (n. 1856)
- 17 febbraio - Andrea Nicola, calciatore italiano (n. 1881)
- 18 febbraio - Attilio Muggia, ingegnere e architetto italiano (n. 1861)
- 19 febbraio - Billy Mitchell, generale statunitense (n. 1879)
- 20 febbraio - Emanuele Leonardi, militare italiano (n. 1902)
- 20 febbraio - Victor Howard Metcalf, politico statunitense (n. 1853)
- 20 febbraio - Max Schreck, attore tedesco (n. 1879)
- 20 febbraio - Aleksandr Tamanian, architetto sovietico (n. 1878)
- 21 febbraio - Mevhibe Kadin, ottomana (n. 1835)
- 23 febbraio - Matteo Pellegrino, vescovo cattolico italiano (n. 1877)
- 24 febbraio - Gustavo Fara, generale e politico italiano (n. 1859)
- 25 febbraio - Arthur Amundsen, ginnasta norvegese (n. 1886)
- 25 febbraio - Anna Boch, pittrice belga (n. 1848)
- 26 febbraio - Horace de Vere Cole, irlandese (n. 1881)
- 26 febbraio - Carlo Fisogni, politico e tiratore a segno italiano (n. 1854)
- 26 febbraio - Guglielmo Romiti, medico e anatomista italiano (n. 1850)
- 26 febbraio - Saitō Makoto, politico giapponese (n. 1858)
- 26 febbraio - Antonio Scotti, baritono italiano (n. 1866)
- 26 febbraio - Takahashi Korekiyo, politico giapponese (n. 1854)
- 27 febbraio - Antonio Cicirello, militare italiano (n. 1911)
- 27 febbraio - Francesco Di Benedetto, militare italiano (n. 1905)
- 27 febbraio - Ugo Di Fazio, militare italiano (n. 1893)
- 27 febbraio - Filippo Freda, militare italiano (n. 1911)
- 27 febbraio - Romolo Galassi, militare italiano (n. 1900)
- 27 febbraio - Guido Paglia, militare italiano (n. 1897)
- 27 febbraio - Ivan Pavlov, medico, fisiologo e etologo russo (n. 1849)
- 27 febbraio - Efrem Reatto, militare italiano (n. 1909)
- 27 febbraio - Mulugeta Yeggazu, politico etiope
- 28 febbraio - Giuseppe Arena, militare italiano (n. 1899)
- 28 febbraio - Daniel Brottier, presbitero francese (n. 1872)
- 28 febbraio - Karl Moser, architetto svizzero (n. 1860)
- 28 febbraio - Kamala Nehru, attivista indiana (n. 1899)
- 28 febbraio - Charles Jules Henri Nicolle, medico e biologo francese (n. 1866)
- 29 febbraio - Francesco Battista, militare italiano (n. 1897)
- 29 febbraio - Gino Forlani, militare italiano (n. 1911)
- 29 febbraio - Harry Knowles, attore statunitense (n. 1878)
- 29 febbraio - Leonardo Magnani, militare italiano (n. 1911)
- 29 febbraio - Giovanni Marini, militare italiano (n. 1911)
- 29 febbraio - Alessandro Paoli, militare italiano (n. 1897)
- 29 febbraio - Francesco Positano, militare italiano (n. 1889)

## Marzo(59)
- 1º marzo - Michail Alekseevič Kuzmin, scrittore, compositore e poeta russo (n. 1872)
- 1º marzo - Mario Mameli, aviatore italiano (n. 1910)
- 1º marzo - Arnold Netter, medico, igienista e pediatra francese (n. 1855)
- 2 marzo - Vittoria Melita di Sassonia-Coburgo-Gotha, principessa inglese (n. 1876)
- 3 marzo - Grigorij Efimovič Grum-Gržimajlo, entomologo e geografo russo (n. 1860)
- 3 marzo - Edoardo Enrico Morabito, militare e giornalista italiano (n. 1908)
- 3 marzo - Ivo Oliveti, politico, aviatore e militare italiano (n. 1895)
- 3 marzo - Reftaridil Kadin, ottomana (n. 1838)
- 4 marzo - Ugo Ciabattini, calciatore e aviatore italiano (n. 1908)
- 4 marzo - Antonio Villar Ponte, politico, scrittore e giornalista spagnolo (n. 1881)
- 5 marzo - Henry Petty-Fitzmaurice, VI marchese di Lansdowne, militare e politico britannico (n. 1872)
- 6 marzo - Giorgio Asproni, imprenditore e ingegnere italiano (n. 1841)
- 6 marzo - Robert Desmettre, pallanuotista francese (n. 1901)
- 6 marzo - Conwy Lloyd Morgan, zoologo e psicologo britannico (n. 1852)
- 6 marzo - Einar Sahlstein, ginnasta finlandese (n. 1887)
- 8 marzo - Ernest Needham, calciatore e crickettista inglese (n. 1873)
- 8 marzo - Jean Patou, stilista e profumiere francese (n. 1887)
- 9 marzo - Sidney Johnston Catts, politico statunitense (n. 1863)
- 9 marzo - Leonie Taylor, arciera statunitense (n. 1870)
- 9 marzo - Alexander Watson Hutton, dirigente sportivo e insegnante scozzese (n. 1853)
- 9 marzo - Sri Yukteswar, astrologo e mistico indiano (n. 1855)
- 10 marzo - Giulio Bargellini, pittore italiano (n. 1875)
- 10 marzo - Pasquale Novi, militare italiano (n. 1915)
- 11 marzo - William Legge, VI conte di Dartmouth, politico inglese (n. 1851)
- 12 marzo - David Beatty, ammiraglio britannico (n. 1871)
- 12 marzo - Uchida Kōsai, politico e diplomatico giapponese (n. 1865)
- 13 marzo - Gunnar Höjer, ginnasta svedese (n. 1875)
- 14 marzo - Harry Dunkinson, attore statunitense (n. 1876)
- 15 marzo - Sebastião Wolf, tiratore a segno brasiliano (n. 1869)
- 15 marzo - Carlo Vezzani, sindacalista e politico italiano (n. 1852)
- 16 marzo - Marguerite Durand, giornalista francese (n. 1864)
- 18 marzo - Giulio Silvestri, politico italiano (n. 1858)
- 18 marzo - Eleutherios Venizelos, politico greco (n. 1864)
- 19 marzo - Antonio Leoni, politico, avvocato e magistrato italiano (n. 1877)
- 19 marzo - Mario Tadini, militare e aviatore italiano (n. 1914)
- 19 marzo - Raoul Villain, criminale e attivista francese (n. 1885)
- 20 marzo - Percy Francis Blake, scacchista e compositore di scacchi britannico (n. 1873)
- 21 marzo - Arthur Chadwick, calciatore e allenatore di calcio inglese (n. 1875)
- 21 marzo - Felice Garelli, chimico italiano (n. 1869)
- 21 marzo - Aleksandr Konstantinovič Glazunov, compositore e direttore d'orchestra russo (n. 1865)
- 22 marzo - Camillo Autore, architetto e ingegnere italiano (n. 1882)
- 22 marzo - John McKenna, imprenditore, allenatore di calcio e rugbista a 15 irlandese (n. 1855)
- 22 marzo - Giacomo Parvopassu, avvocato e dirigente sportivo italiano (n. 1878)
- 22 marzo - Guglielmina Ronconi, insegnante italiana (n. 1864)
- 23 marzo - Oscar Asche, attore, regista e sceneggiatore australiano (n. 1871)
- 25 marzo - Horacio Vásquez, politico dominicano (n. 1860)
- 26 marzo - Adolfo II di Schaumburg-Lippe, sovrano tedesco (n. 1883)
- 26 marzo - Cesare Biondi, medico italiano (n. 1867)
- 26 marzo - Kurt Stenberg, ginnasta finlandese (n. 1888)
- 28 marzo - Archibald Edward Garrod, medico inglese (n. 1857)
- 30 marzo - John Alexander Fuller Maitland, saggista e musicologo inglese (n. 1856)
- 30 marzo - Abraham Langlet, chimico svedese (n. 1868)
- 30 marzo - Conchita Supervía, mezzosoprano spagnolo (n. 1895)
- 31 marzo - Attilio Bagnolini, militare italiano (n. 1913)
- 31 marzo - Sergio Laghi, militare italiano (n. 1913)
- 31 marzo - Emilio Magistretti, pittore italiano (n. 1851)
- 31 marzo - Dialma Ruggiero, militare italiano (n. 1889)
- 31 marzo - Raffaele Tarantini, militare italiano (n. 1895)
- 31 marzo - Gianfranco Zuretti, militare e giornalista italiano (n. 1894)

## Aprile(68)
- 1º aprile - Joe Curry, calciatore inglese (n. 1887)
- 1º aprile - Veli Nieminen, ginnasta e tiratore a segno finlandese (n. 1886)
- 2 aprile - Alberico Albricci, generale e politico italiano (n. 1864)
- 2 aprile - Vera Esbøll, attrice danese (n. 1892)
- 2 aprile - Jean Baptiste Eugène Estienne, ingegnere francese (n. 1860)
- 3 aprile - Henri Andréani, regista francese (n. 1877)
- 3 aprile - Bruno Hauptmann, criminale tedesco (n. 1899)
- 3 aprile - Nino Ilari, poeta, drammaturgo e giornalista italiano (n. 1862)
- 3 aprile - Paul Kelly, mafioso statunitense (n. 1876)
- 4 aprile - Giuseppe Astengo, avvocato e politico italiano (n. 1855)
- 5 aprile - Filippo Cifariello, scultore italiano (n. 1864)
- 5 aprile - Chandler Egan, golfista e architetto statunitense (n. 1884)
- 6 aprile - Edmund Breese, attore, sceneggiatore e regista statunitense (n. 1871)
- 6 aprile - Louis Leplée, direttore teatrale francese (n. 1883)
- 6 aprile - Roberto Villetti, pubblicista italiano (n. 1866)
- 7 aprile - Fritz Heckert, rivoluzionario e politico tedesco (n. 1884)
- 7 aprile - Marilyn Miller, attrice, ballerina e cantante statunitense (n. 1898)
- 7 aprile - Arturo Stagliano, pittore, scultore e medaglista italiano (n. 1867)
- 8 aprile - Robert Bárány, medico austriaco (n. 1876)
- 8 aprile - Conrad Böcker, ginnasta tedesco (n. 1870)
- 8 aprile - Božena Benešová, scrittrice, poetessa e drammaturga ceca (n. 1873)
- 8 aprile - Pierre Dumont, pittore francese (n. 1884)
- 8 aprile - Lodovico Menicucci, militare italiano (n. 1907)
- 9 aprile - William Beardmore, imprenditore e filantropo britannico (n. 1856)
- 9 aprile - John Uri Lloyd, farmacologo e scrittore statunitense (n. 1849)
- 9 aprile - Ferdinand Tönnies, sociologo tedesco (n. 1855)
- 9 aprile - Francisco Villaespesa, poeta, drammaturgo e scrittore spagnolo (n. 1877)
- 10 aprile - Gian Mario Beltrami, generale e aviatore italiano (n. 1893)
- 11 aprile - Max von Bahrfeldt, generale e numismatico tedesco (n. 1856)
- 12 aprile - Carlos Ameghino, paleontologo e esploratore argentino (n. 1865)
- 12 aprile - Madeleine Guitty, attrice francese (n. 1870)
- 12 aprile - Werner Hegemann, architetto e urbanista tedesco (n. 1881)
- 13 aprile - Konstantinos Demertzis, politico greco (n. 1876)
- 14 aprile - Luigi Maria Marelli, vescovo cattolico italiano (n. 1858)
- 14 aprile - James Anthony Walsh, vescovo cattolico statunitense (n. 1867)
- 15 aprile - Ottorino Lazzarini, militare italiano (n. 1909)
- 15 aprile - Enea Silvio Recagno, militare e aviatore italiano (n. 1900)
- 17 aprile - Fritz Hommel, orientalista tedesco (n. 1854)
- 17 aprile - Charles Ruijs de Beerenbrouck, politico olandese (n. 1873)
- 18 aprile - Ottorino Respighi, compositore, musicologo e direttore d'orchestra italiano (n. 1879)
- 20 aprile - Wladimir Giesl von Gieslingen, generale e diplomatico austriaco (n. 1860)
- 20 aprile - William Brown Macdougall, pittore, incisore e illustratore scozzese (n. 1868)
- 21 aprile - Ottó Baditz, pittore ungherese (n. 1849)
- 21 aprile - Giuseppe Capponi, architetto e scenografo italiano (n. 1893)
- 21 aprile - Ciro Trabalza, grammatico e critico letterario italiano (n. 1871)
- 22 aprile - Wetryk, illusionista italiano (n. 1890)
- 22 aprile - Hugo Sellheim, ginecologo tedesco (n. 1871)
- 22 aprile - Gyula Tóth, calciatore ungherese (n. 1901)
- 22 aprile - Max von Stephanitz, militare e allevatore tedesco (n. 1864)
- 23 aprile - Anton Ghon, patologo e batteriologo austriaco (n. 1866)
- 24 aprile - Ezio Andolfato, militare italiano (n. 1910)
- 24 aprile - Antonio Bonsignore, militare e carabiniere italiano (n. 1896)
- 24 aprile - Vittoriano Cimmarrusti, militare italiano (n. 1912)
- 24 aprile - Finley Peter Dunne, umorista, giornalista e scrittore statunitense (n. 1867)
- 24 aprile - Renato Lordi, militare italiano (n. 1894)
- 24 aprile - Dante Pagnottini, militare italiano (n. 1896)
- 24 aprile - Bernard van Dieren, compositore olandese (n. 1887)
- 25 aprile - William Albert Ablett, pittore francese (n. 1877)
- 25 aprile - Alfredo Sainati, attore italiano (n. 1868)
- 26 aprile - Eanger Irving Couse, pittore statunitense (n. 1866)
- 27 aprile - Joseph Bowers, criminale statunitense (n. 1897)
- 27 aprile - Pietro Guerri, scultore e politico italiano (n. 1865)
- 27 aprile - Karl Pearson, matematico e statistico britannico (n. 1857)
- 28 aprile - Fu'ad I d'Egitto, re (n. 1868)
- 28 aprile - Domenico Nuvoloni, avvocato e politico italiano (n. 1866)
- 28 aprile - Thomas Pègues, presbitero e saggista francese (n. 1866)
- 28 aprile - Uiliami Tukuʻaho, principe tongano (n. 1919)
- 30 aprile - Alfred Edward Housman, poeta e filologo classico inglese (n. 1859)

## Maggio(57)
- 1º maggio - Hermine Bosetti, soprano tedesco (n. 1875)
- 1º maggio - Gaetano Emanuel Calì, compositore, direttore d'orchestra e direttore di banda italiano (n. 1885)
- 2 maggio - Eugène Grisot, arciere francese (n. 1866)
- 3 maggio - Kikunae Ikeda, chimico giapponese (n. 1864)
- 3 maggio - Robert Michels, sociologo e politologo tedesco (n. 1876)
- 4 maggio - Ludwig von Falkenhausen, generale tedesco (n. 1844)
- 5 maggio - Marianne Hainisch, attivista austriaca (n. 1839)
- 6 maggio - Henri Vascout, calciatore francese (n. 1886)
- 8 maggio - Oswald Spengler, filosofo, storico e scrittore tedesco (n. 1880)
- 8 maggio - Park Trammell, politico statunitense (n. 1876)
- 9 maggio - Humfry Payne, archeologo britannico (n. 1902)
- 10 maggio - Francesco Carnevalini, militare italiano (n. 1898)
- 10 maggio - Jaroslav Hilbert, scrittore e drammaturgo ceco (n. 1871)
- 11 maggio - Sigismund Felix von Ow-Felldorf, vescovo cattolico tedesco (n. 1855)
- 11 maggio - Alexander Mitchell Palmer, politico statunitense (n. 1872)
- 12 maggio - Hu Hanmin, politico cinese (n. 1879)
- 12 maggio - Giovanni Lanzalone, poeta, critico letterario e scrittore italiano (n. 1852)
- 12 maggio - Louis Camille Maillard, chimico e medico francese (n. 1878)
- 13 maggio - Jean-Baptiste Olive, pittore francese (n. 1848)
- 13 maggio - Felipe Pinglo Alva, compositore e chitarrista peruviano (n. 1899)
- 14 maggio - Edmund Allenby, generale britannico (n. 1861)
- 15 maggio - Osvaldo Bignami, pittore italiano (n. 1856)
- 15 maggio - Ferdinando Chiapirone, calciatore italiano (n. 1883)
- 15 maggio - Marco Galdi, latinista, poeta e filologo italiano (n. 1880)
- 15 maggio - Charles Griffiths, allenatore di calcio e calciatore inglese (n. 1882)
- 15 maggio - Rajendra Nath Mookerjee, ingegnere indiano (n. 1854)
- 16 maggio - Julius Schreck, generale tedesco (n. 1898)
- 17 maggio - Milla Davenport, attrice statunitense (n. 1871)
- 17 maggio - Edwards Davis, attore statunitense (n. 1867)
- 17 maggio - Ernest Glendinning, attore inglese (n. 1884)
- 17 maggio - Ben Greet, attore e direttore teatrale inglese (n. 1857)
- 17 maggio - Alojzij Res, storico della letteratura sloveno (n. 1893)
- 17 maggio - Panagīs Tsaldarīs, politico greco (n. 1868)
- 18 maggio - Augusto Guglielmetti, scacchista italiano (n. 1864)
- 19 maggio - Sergio Abate, militare italiano (n. 1909)
- 19 maggio - Andrea Baldi, militare italiano (n. 1895)
- 19 maggio - Luigi Borsarelli di Rifreddo, imprenditore e politico italiano (n. 1856)
- 19 maggio - Pietro Castellacci, militare italiano (n. 1912)
- 19 maggio - Giuseppe Colapietro, militare italiano (n. 1895)
- 19 maggio - Adolfo Della Noce, militare italiano (n. 1908)
- 19 maggio - Enrico Muricchio, militare e medico italiano (n. 1910)
- 20 maggio - Luigi Andreoni, ingegnere italiano (n. 1853)
- 20 maggio - Nick Cogley, attore, regista e sceneggiatore statunitense (n. 1869)
- 20 maggio - Alexis-Henri-Marie Lépicier, cardinale e arcivescovo cattolico francese (n. 1863)
- 22 maggio - Richard James Horatio Gottheil, ebraista statunitense (n. 1862)
- 23 maggio - Henri de Régnier, scrittore, poeta e critico letterario francese (n. 1864)
- 24 maggio - Claudia Muzio, soprano italiano (n. 1889)
- 24 maggio - Henry Sutton, velista britannico (n. 1868)
- 25 maggio - Ján Levoslav Bella, compositore, direttore d'orchestra e docente slovacco (n. 1843)
- 26 maggio - Emil Freymark, altista statunitense (n. 1879)
- 27 maggio - Elsa di Württemberg, nobile tedesca (n. 1876)
- 27 maggio - Carlo Errera, geografo e scienziato italiano (n. 1867)
- 28 maggio - Mario Ghisleni, militare e carabiniere italiano (n. 1907)
- 28 maggio - Bertha Pappenheim, scrittrice e giornalista austriaca (n. 1859)
- 28 maggio - Cecil Thursby, ammiraglio inglese (n. 1861)
- 29 maggio - Norman Chaney, attore statunitense (n. 1914)
- 30 maggio - Homer Watson, pittore canadese (n. 1855)

## Giugno(68)
- 1º giugno - Roberto Forges Davanzati, politico e giornalista italiano (n. 1880)
- 2 giugno - Dragan Jovanović, calciatore jugoslavo (n. 1903)
- 2 giugno - Lajos Lázár, regista ungherese (n. 1885)
- 3 giugno - Godwin Brumowski, aviatore austro-ungarico (n. 1889)
- 3 giugno - Walther Wever, generale tedesco (n. 1887)
- 4 giugno - Alexandre-Paul-Marie Chabanon, vescovo cattolico e missionario francese (n. 1873)
- 5 giugno - Luigi Forino, musicista, violoncellista e compositore italiano (n. 1868)
- 6 giugno - Raffaello Gestro, naturalista e entomologo italiano (n. 1845)
- 6 giugno - Aurel Guga, calciatore serbo (n. 1898)
- 6 giugno - Pacifico Tiziano Micheloni, vescovo cattolico italiano (n. 1881)
- 6 giugno - Umberto Vacca, politico italiano (n. 1878)
- 7 giugno - Lola Mora, scultrice argentina (n. 1866)
- 7 giugno - Marco Sales, teologo e biblista italiano (n. 1877)
- 8 giugno - Ugo Ancona, ingegnere e politico italiano (n. 1867)
- 8 giugno - Alfred de Glehn, ingegnere francese (n. 1848)
- 9 giugno - Luigi Boccardo, presbitero italiano (n. 1861)
- 9 giugno - Louis Rasquinet, ciclista su strada e pistard belga (n. 1870)
- 10 giugno - Luitje Broekema, agronomo olandese (n. 1850)
- 10 giugno - Marcel Chailley, violinista e docente francese (n. 1881)
- 10 giugno - Prosper Charbonnier, fisico francese (n. 1862)
- 10 giugno - Arthur Henry Shakespeare Lucas, insegnante e botanico britannico (n. 1853)
- 11 giugno - Robert E. Howard, scrittore statunitense (n. 1906)
- 12 giugno - M. R. James, scrittore, storico e medievista britannico (n. 1862)
- 12 giugno - Karl Kraus, scrittore, giornalista e aforista austriaco (n. 1874)
- 12 giugno - Bruno Misefari, anarchico, filosofo e poeta italiano (n. 1892)
- 13 giugno - Bramante Cucini, sindacalista e politico italiano (n. 1893)
- 13 giugno - Valentin Vološinov, linguista russo (n. 1895)
- 14 giugno - Gilbert Keith Chesterton, scrittore e giornalista britannico (n. 1874)
- 14 giugno - Attilio Fontana, avvocato, giornalista e politico italiano (n. 1876)
- 14 giugno - Hans Poelzig, architetto, designer e scenografo tedesco (n. 1869)
- 15 giugno - James Melville Babington, generale britannico (n. 1854)
- 15 giugno - José Camilo Crotto, politico e avvocato argentino (n. 1863)
- 16 giugno - Giulio Bartali, ciclista su strada italiano (n. 1916)
- 16 giugno - Lorenzo Mangiante, ginnasta italiano (n. 1891)
- 17 giugno - Giacomo Caputo, militare italiano (n. 1892)
- 17 giugno - Henry B. Walthall, attore statunitense (n. 1878)
- 18 giugno - Maksim Gor'kij, scrittore e drammaturgo russo (n. 1868)
- 20 giugno - Margaret Jane Benson, botanica britannica (n. 1859)
- 20 giugno - Pasquale Del Pezzo, matematico e politico italiano (n. 1859)
- 22 giugno - Moritz Schlick, fisico e filosofo tedesco (n. 1882)
- 23 giugno - Vincenzo Caprile, pittore italiano (n. 1856)
- 24 giugno - Alice Davenport, attrice statunitense (n. 1864)
- 25 giugno - Stefan Cohn-Vossen, matematico tedesco (n. 1902)
- 26 giugno - Hans Jacob Hansen, zoologo danese (n. 1855)
- 26 giugno - Andrea Giacinto Longhin, arcivescovo cattolico italiano (n. 1863)
- 26 giugno - Christiaan Snouck Hurgronje, orientalista olandese (n. 1857)
- 27 giugno - Alberto Agostini, militare e aviatore italiano (n. 1911)
- 27 giugno - Giorgio Bombonati, aviatore e militare italiano (n. 1908)
- 27 giugno - Mario Calderini, militare italiano (n. 1885)
- 27 giugno - Renato Ciprari, militare e aviatore italiano (n. 1906)
- 27 giugno - William D'Altri, militare italiano (n. 1913)
- 27 giugno - Antonio Drammis dei Drammis, militare e aviatore italiano (n. 1895)
- 27 giugno - Luigi Gabelli, militare e aviatore italiano (n. 1906)
- 27 giugno - Mario Galli, militare e aviatore italiano (n. 1906)
- 27 giugno - Willi Hutter, calciatore tedesco (n. 1896)
- 27 giugno - Antonio Locatelli, aviatore, politico e militare italiano (n. 1895)
- 27 giugno - Vincenzo Magliocco, generale e aviatore italiano (n. 1893)
- 27 giugno - Giulio Malenza, militare italiano (n. 1915)
- 27 giugno - Rémy Perrier, zoologo francese (n. 1861)
- 27 giugno - Adolfo Prasso, ingegnere e militare **NOTA: vedi avviso sopra--> italiano (n. 1905)
- 28 giugno - Edward Babcock, lottatore statunitense (n. 1872)
- 28 giugno - Aleksandr Berkman, anarchico russo (n. 1870)
- 28 giugno - Archibald Hunter, generale britannico (n. 1856)
- 29 giugno - Gaetano Grippi, calciatore italiano (n. 1897)
- 29 giugno - Luigi Manini, scenografo e architetto italiano (n. 1848)
- 29 giugno - Ettore Petrolini, attore, cabarettista e cantante italiano (n. 1884)
- 30 giugno - Sante Neri, militare italiano (n. 1907)
- 30 giugno - Andrea Notarachille, militare italiano (n. 1915)

## Luglio(90)
- 1º luglio - Anatolij Aleksandrovič Kurakin, politico russo (n. 1845)
- 2 luglio - Tibor Melczer, ingegnere austro-ungarico (n. 1879)
- 2 luglio - Harry Northrup, attore francese (n. 1875)
- 2 luglio - Luisa di Schleswig-Holstein-Sonderburg-Glücksburg, nobildonna tedesca (n. 1858)
- 3 luglio - Eugène Decisy, pittore e incisore francese (n. 1866)
- 3 luglio - Stefan Lux, giornalista, poeta e regista slovacco (n. 1888)
- 4 luglio - Alfredo Falcioni, politico italiano (n. 1868)
- 4 luglio - Edoardo Ferrari Fontana, tenore italiano (n. 1878)
- 5 luglio - Riccardo Maffeo, ciclista su strada italiano (n. 1885)
- 6 luglio - Giacomo De Gregorio, glottologo italiano (n. 1856)
- 6 luglio - Václav Hallinger, calciatore cecoslovacco (n. 1898)
- 6 luglio - Bruce Hamilton, generale britannico (n. 1857)
- 6 luglio - Arturo Mercanti, militare, pioniere dell'aviazione e pilota automobilistico italiano (n. 1875)
- 7 luglio - Georgij Vasil'evič Čičerin, diplomatico russo (n. 1872)
- 7 luglio - Iridio Mantovani, militare italiano (n. 1899)
- 7 luglio - Zé Baiano, brigante brasiliano
- 8 luglio - Thomas Meighan, attore statunitense (n. 1879)
- 10 luglio - Abraham Berge, politico norvegese (n. 1851)
- 10 luglio - Giuseppe Gaudenzi, politico italiano (n. 1872)
- 10 luglio - Diego Giannini, cantante italiano (n. 1868)
- 10 luglio - Eliza Osgood Vanderbilt, filantropa statunitense (n. 1860)
- 10 luglio - Salvatore Pincherle, matematico italiano (n. 1853)
- 10 luglio - Rafael de Nogales Méndez, militare, avventuriero e scrittore venezuelano (n. 1879)
- 11 luglio - Bert Drury, ginnasta britannico (n. 1883)
- 12 luglio - Marcello Casale de Bustis y Figoroa, militare italiano (n. 1906)
- 12 luglio - Ludwig Lange, fisico tedesco (n. 1863)
- 12 luglio - Charles Pelham, IV conte di Yarborough, politico inglese (n. 1859)
- 13 luglio - Cavour Beduschi, ingegnere e politico italiano (n. 1860)
- 13 luglio - José Calvo Sotelo, giurista e politico spagnolo (n. 1893)
- 13 luglio - Fatma Aliye Topuz, scrittrice turca (n. 1862)
- 14 luglio - Angelina Lanza Damiani, scrittrice e poetessa italiana (n. 1879)
- 14 luglio - Pietro Veronesi, scultore italiano (n. 1859)
- 15 luglio - Charles-Henri-Joseph Binet, cardinale e arcivescovo cattolico francese (n. 1869)
- 15 luglio - Marco De Marchi, imprenditore, naturalista e filantropo italiano (n. 1872)
- 15 luglio - Richard Dixon Oldham, geofisico e sismologo inglese (n. 1858)
- 15 luglio - Aleksandr Petrovič Karpinskij, geologo e mineralogista russo (n. 1847)
- 15 luglio - Dorsey William Shackleford, politico e avvocato statunitense (n. 1853)
- 16 luglio - Alan Crosland, regista statunitense (n. 1894)
- 16 luglio - Charles Hines, attore e regista cinematografico statunitense (n. 1892)
- 16 luglio - Gustaw Orlicz-Dreszer, generale polacco (n. 1889)
- 17 luglio - Stephen Roberts, regista e sceneggiatore statunitense (n. 1895)
- 18 luglio - La Argentina, ballerina spagnola (n. 1890)
- 19 luglio - Marcel Lehoux, pilota automobilistico francese (n. 1888)
- 19 luglio - Apel·les Mestres, illustratore, scrittore e musicista spagnolo (n. 1854)
- 19 luglio - Francesco Vivona, filologo classico, traduttore e latinista italiano (n. 1866)
- 20 luglio - Francisca Aldea Araujo, religiosa spagnola (n. 1881)
- 20 luglio - Francisco Ascaso, anarchico e sindacalista spagnolo (n. 1901)
- 20 luglio - Luigi Devoto, medico e politico italiano (n. 1864)
- 20 luglio - Torsten Jovinge, pittore e disegnatore svedese (n. 1898)
- 20 luglio - Rita Josefa Pujalte Sánchez, religiosa spagnola (n. 1853)
- 20 luglio - José Sanjurjo, generale spagnolo (n. 1872)
- 21 luglio - Francisco Busignani, militare italiano (n. 1913)
- 21 luglio - Andreas Hinterstoisser, alpinista tedesco (n. 1914)
- 21 luglio - Georg Michaelis, politico tedesco (n. 1857)
- 21 luglio - Luigi Michelazzi, militare italiano (n. 1912)
- 21 luglio - Edi Rainer, alpinista austriaco (n. 1914)
- 21 luglio - Nicola Zerola, tenore italiano (n. 1876)
- 22 luglio - Toni Kurz, alpinista tedesco (n. 1913)
- 23 luglio - Ekaterina Abrikosova, religiosa russa (n. 1882)
- 23 luglio - Fernando Condés, militare spagnolo (n. 1906)
- 23 luglio - Juan Huguet y Cardona, presbitero spagnolo (n. 1913)
- 23 luglio - Pedro Ruiz de los Paños y Ángel, presbitero spagnolo (n. 1881)
- 24 luglio - Émile Hergault, generale francese (n. 1869)
- 24 luglio - Miguel Núñez de Prado, generale spagnolo (n. 1882)
- 24 luglio - Mercedes Prat, religiosa spagnola (n. 1880)
- 24 luglio - Onésimo Redondo Ortega, politico spagnolo (n. 1905)
- 25 luglio - Heinrich Rickert, filosofo tedesco (n. 1863)
- 25 luglio - Michele Peiró Victori, spagnolo (n. 1887)
- 25 luglio - Henry Wellcome, farmacista e imprenditore statunitense (n. 1853)
- 26 luglio - Antonio di Gesù e Maria, presbitero spagnolo (n. 1902)
- 26 luglio - Bonaventura di Santa Caterina, presbitero spagnolo (n. 1887)
- 26 luglio - Ermenegildo dell'Assunta, presbitero spagnolo (n. 1879)
- 26 luglio - Francesco di San Lorenzo, presbitero spagnolo (n. 1889)
- 26 luglio - Mariano di San Giuseppe, presbitero spagnolo (n. 1857)
- 26 luglio - Placido di Gesù, presbitero spagnolo (n. 1890)
- 27 luglio - Marcello Colongo, calciatore italiano (n. 1878)
- 27 luglio - Eustaquio Nieto y Martín, vescovo cattolico spagnolo (n. 1866)
- 27 luglio - Emilio Perinetti, pittore italiano (n. 1853)
- 28 luglio - Camillo Müller, schermidore austriaco (n. 1870)
- 28 luglio - Pedro Poveda Castroverde, presbitero spagnolo (n. 1874)
- 28 luglio - Eloi de Bianya, religioso spagnolo (n. 1875)
- 29 luglio - Umberto Degli Esposti, militare e aviatore italiano (n. 1908)
- 29 luglio - Abuna Petros, vescovo cristiano orientale etiope (n. 1892)
- 29 luglio - Pablo Riccheri, militare argentino (n. 1859)
- 30 luglio - Joaquin Abati y Diaz, commediografo spagnolo (n. 1865)
- 30 luglio - Gaetano Arangio-Ruiz, giurista italiano (n. 1857)
- 30 luglio - Alfred Keogh, medico irlandese (n. 1857)
- 31 luglio - Prudencio della Croce, presbitero spagnolo (n. 1883)
- 31 luglio - Segundo di Santa Teresa, presbitero spagnolo (n. 1891)
- 31 luglio - Agostino Sette, anarchico e antifascista italiano (n. 1902)

## Agosto(124)
- 2 agosto - Louis Blériot, pioniere dell'aviazione e ingegnere francese (n. 1872)
- 2 agosto - Francesco Calvo Burillo, presbitero spagnolo (n. 1881)
- 2 agosto - Giovanni Díaz Nosti, presbitero spagnolo (n. 1880)
- 2 agosto - Ceferino Giménez Malla, beato spagnolo (n. 1861)
- 2 agosto - Filippo di Gesù Munárriz Azcona, presbitero spagnolo (n. 1875)
- 2 agosto - Leonzio Pérez Ramos, presbitero spagnolo (n. 1875)
- 3 agosto - Fulgence Bienvenüe, ingegnere francese (n. 1852)
- 3 agosto - Arcangelo Ilvento, medico italiano (n. 1877)
- 3 agosto - Pietro Romualdo Pirotta, botanico e naturalista italiano (n. 1853)
- 5 agosto - Georges Caussade, pedagogo e compositore francese (n. 1873)
- 5 agosto - Salvi Huix i Miralpeix, vescovo cattolico spagnolo (n. 1877)
- 5 agosto - Mario Nicola, calciatore, mezzofondista e giornalista italiano (n. 1882)
- 5 agosto - Gabino Olaso Zabala, presbitero spagnolo (n. 1869)
- 5 agosto - Fred E. Wright, regista inglese (n. 1871)
- 6 agosto - Ramón Acín, pittore, scrittore e anarchico spagnolo (n. 1888)
- 6 agosto - Ugo Fassio, militare e aviatore italiano (n. 1912)
- 6 agosto - Josep Sunyol, politico e dirigente sportivo spagnolo (n. 1898)
- 7 agosto - Frank Dummerth, canottiere statunitense (n. 1871)
- 7 agosto - Cruz Laplana y Laguna, vescovo cattolico spagnolo (n. 1875)
- 7 agosto - Nicola Pescatori, attore teatrale e attore cinematografico italiano (n. 1879)
- 7 agosto - Emil Vogt, architetto svizzero (n. 1863)
- 7 agosto - Mona Chalmers Watson, medico e nutrizionista britannica (n. 1872)
- 9 agosto - Florentino Asensio Barroso, vescovo cattolico spagnolo (n. 1877)
- 9 agosto - Lincoln Steffens, giornalista e attivista statunitense (n. 1866)
- 9 agosto - Miguel de los Santos Serra y Sucarrats, vescovo cattolico spagnolo (n. 1868)
- 10 agosto - Julien Tiersot, compositore, etnologo e musicologo francese (n. 1857)
- 11 agosto - Hermann Guthe, ebraista, linguista e teologo tedesco (n. 1849)
- 11 agosto - Blas Infante, politico e scrittore spagnolo (n. 1885)
- 12 agosto - Manuel Basulto y Jiménez, vescovo cattolico spagnolo (n. 1869)
- 12 agosto - Sebastiano Calvo Martínez, presbitero spagnolo (n. 1903)
- 12 agosto - Gregorio Chirivás Lacambra, religioso spagnolo (n. 1880)
- 12 agosto - Venceslao Clarís Vilaregut, religioso spagnolo (n. 1907)
- 12 agosto - Pietro Cunill Padrós, presbitero spagnolo (n. 1903)
- 12 agosto - Manuel Borras y Ferré, vescovo cattolico spagnolo (n. 1880)
- 12 agosto - Giuseppe Pavón Bueno, presbitero spagnolo (n. 1909)
- 12 agosto - Nicasio Sierra Ucar, presbitero spagnolo (n. 1890)
- 13 agosto - Saverio Luigi Bandrés Jiménez, religioso spagnolo (n. 1912)
- 13 agosto - Giuseppe Brengaret Pujol, religioso spagnolo (n. 1913)
- 13 agosto - Emanuele Buil Lalueza, religioso spagnolo (n. 1913)
- 13 agosto - Antonino Calvo y Calvo, religioso spagnolo (n. 1912)
- 13 agosto - Tommaso Capdevila Miró, religioso spagnolo (n. 1914)
- 13 agosto - Eusebio Maria Codina Millà, religioso spagnolo (n. 1914)
- 13 agosto - Giovanni Codinachs Tuneu, religioso spagnolo (n. 1914)
- 13 agosto - Antonio Dalmau Rosich, religioso spagnolo (n. 1912)
- 13 agosto - Alfredo De Luca, militare e aviatore italiano (n. 1909)
- 13 agosto - Frederick Samuel Fish, imprenditore, politico e avvocato statunitense (n. 1852)
- 13 agosto - Pietro García Bernal, religioso spagnolo (n. 1911)
- 13 agosto - Alfonso Miquel Garriga, religioso spagnolo (n. 1914)
- 13 agosto - Raimondo Novich Rabionet, religioso spagnolo (n. 1913)
- 13 agosto - Giuseppe Ormo Seró, religioso spagnolo (n. 1913)
- 13 agosto - Secondino Ortega García, presbitero spagnolo (n. 1912)
- 13 agosto - Salvatore Pigem Serra, religioso spagnolo (n. 1912)
- 13 agosto - Giovanni Sánchez Munárriz, religioso spagnolo (n. 1913)
- 13 agosto - Emanuele Torras Sais, religioso spagnolo (n. 1915)
- 14 agosto - Potapij Emel'janov, presbitero e religioso russo (n. 1884)
- 14 agosto - Luigi Pellizzo, arcivescovo cattolico italiano (n. 1860)
- 15 agosto - Giuseppe Amorós Hernández, religioso spagnolo (n. 1913)
- 15 agosto - Giuseppe Maria Badía Mateu, religioso spagnolo (n. 1912)
- 15 agosto - Giovanni Baixeras Berenguer, religioso spagnolo (n. 1913)
- 15 agosto - Giuseppe Maria Blasco Juan, religioso spagnolo (n. 1912)
- 15 agosto - Raffaele Briega Morales, religioso spagnolo (n. 1912)
- 15 agosto - Francesco Castán Meseguer, religioso spagnolo (n. 1911)
- 15 agosto - Grazia Deledda, scrittrice italiana (n. 1871)
- 15 agosto - Luigi Escalé Binefa, religioso spagnolo (n. 1912)
- 15 agosto - Giuseppe Figuero Beltrán, religioso spagnolo (n. 1911)
- 15 agosto - Raimondo Illa Salvia, religioso spagnolo (n. 1912)
- 15 agosto - Luigi Lladó Teixidor, religioso spagnolo (n. 1912)
- 15 agosto - Henry Lytton, attore e cantante britannico (n. 1865)
- 15 agosto - Emanuele Martínez Jarauta, religioso spagnolo (n. 1912)
- 15 agosto - Luigi Masferrer Vila, religioso spagnolo (n. 1912)
- 15 agosto - Michele Masip González, religioso spagnolo (n. 1913)
- 15 agosto - John B. O'Brien, attore e regista statunitense (n. 1884)
- 15 agosto - Sebastiano Riera Coromina, religioso spagnolo (n. 1913)
- 15 agosto - Edoardo Ripoll Diego, religioso spagnolo (n. 1912)
- 15 agosto - Giuseppe Ros Florensa, religioso spagnolo (n. 1914)
- 15 agosto - Francesco Roura Farró, religioso spagnolo (n. 1913)
- 15 agosto - Maria Sagrario di San Luigi Gonzaga, beata spagnola (n. 1881)
- 15 agosto - Alfonso Sorribes Teixidó, religioso spagnolo (n. 1912)
- 15 agosto - Giulio Tommasi, arcivescovo cattolico italiano (n. 1855)
- 15 agosto - Agostino Viela Ezcurdia, religioso spagnolo (n. 1914)
- 16 agosto - Pietro Lupo, ufficiale italiano (n. 1898)
- 16 agosto - Francesco Misiano, politico e produttore cinematografico italiano (n. 1884)
- 17 agosto - Giovanni Gallina, diplomatico e politico italiano (n. 1852)
- 18 agosto - Giacomo Falgarona Vilanova, religioso spagnolo (n. 1912)
- 18 agosto - Martín Martínez Pascual, presbitero spagnolo (n. 1910)
- 18 agosto - Atanasio Vidaurreta Labra, religioso spagnolo (n. 1911)
- 19 agosto - Louis Astier de Villatte, militare e aviatore francese (n. 1897)
- 19 agosto - Giulia Bonarelli, medico italiano (n. 1892)
- 19 agosto - Wolfgang Fürstner, militare tedesco (n. 1896)
- 19 agosto - Federico García Lorca, poeta, drammaturgo e regista teatrale spagnolo (n. 1898)
- 19 agosto - Harry Plunket Greene, baritono irlandese (n. 1865)
- 19 agosto - Oscar von Sydow, politico svedese (n. 1873)
- 20 agosto - Edward Weston, chimico, ingegnere e imprenditore statunitense (n. 1850)
- 21 agosto - Angelo Giannelli, militare italiano (n. 1910)
- 22 agosto - Melquíades Álvarez, avvocato e politico spagnolo (n. 1864)
- 22 agosto - Narciso de Esténaga y Echevarría, vescovo cattolico spagnolo (n. 1882)
- 22 agosto - José María Hinojosa, poeta e scrittore spagnolo (n. 1904)
- 22 agosto - Ida Lumley, nobildonna inglese (n. 1848)
- 22 agosto - Floyd B. Olson, politico statunitense (n. 1891)
- 22 agosto - Michail Pavlovič Tomskij, sindacalista e rivoluzionario sovietico (n. 1880)
- 23 agosto - Juliette Adam, scrittrice francese (n. 1836)
- 23 agosto - Thomas Cullinan, imprenditore e politico sudafricano (n. 1862)
- 23 agosto - Alessandro Tosi, militare e ingegnere italiano (n. 1866)
- 25 agosto - Grigorij Eremeevič Evdokimov, rivoluzionario e politico russo (n. 1884)
- 25 agosto - Lev Borisovič Kamenev, rivoluzionario e politico russo (n. 1883)
- 25 agosto - Sergej Sergeevič Kamenev, generale sovietico (n. 1881)
- 25 agosto - Gennaro Ottaviano, poeta e paroliere italiano (n. 1874)
- 25 agosto - Ivan Nikitič Smirnov, rivoluzionario e politico russo (n. 1881)
- 25 agosto - Grigorij Evseevič Zinov'ev, rivoluzionario e politico sovietico (n. 1883)
- 25 agosto - Maria von Linden, batteriologa e zoologa tedesca (n. 1869)
- 26 agosto - Heinrich Cunow, politico, sociologo e giornalista tedesco (n. 1862)
- 26 agosto - Ángela Ginard Martí, religiosa spagnola (n. 1894)
- 27 agosto - George Henry Dern, politico statunitense (n. 1872)
- 27 agosto - Luca Postiglione, pittore italiano (n. 1876)
- 28 agosto - Mario Angeloni, politico, antifascista e avvocato italiano (n. 1896)
- 28 agosto - George Armitage, calciatore inglese (n. 1898)
- 28 agosto - Elena di Meclemburgo-Strelitz, nobildonna (n. 1857)
- 29 agosto - Manuel Romerales Quintero, generale spagnolo (n. 1875)
- 30 agosto - René François Gautier, politico francese (n. 1851)
- 30 agosto - Manuel Medina Olmos, vescovo cattolico spagnolo (n. 1869)
- 30 agosto - Diego Ventaja Milán, vescovo cattolico spagnolo (n. 1880)
- 31 agosto - Gustav Almgren, schermidore svedese (n. 1906)
- 31 agosto - Lissy Lind, attrice tedesca (n. 1884)
- 31 agosto - Wilhelm Weingart, naturalista e botanico tedesco (n. 1856)

## Settembre(58)
- 1º settembre - Charles Aman, canottiere statunitense (n. 1887)
- 1º settembre - Achille Malaspina, calciatore italiano
- 1º settembre - Konstantin Schmidt von Knobelsdorf, generale tedesco (n. 1860)
- 2 settembre - Adolfo Dollero, storico italiano (n. 1872)
- 2 settembre - Ernesto Monico, militare e aviatore italiano (n. 1910)
- 2 settembre - Niels Neergaard, politico danese (n. 1854)
- 3 settembre - Hayrünnisa Hanim, nobildonna ottomana (n. 1876)
- 3 settembre - Elia Musatti, politico italiano (n. 1869)
- 3 settembre - Francesco Rapisardi, architetto, scrittore e poeta italiano (n. 1842)
- 4 settembre - Giuseppe di Gesù e Maria, presbitero spagnolo (n. 1880)
- 5 settembre - Federico Borrell García, anarchico spagnolo (n. 1912)
- 5 settembre - Gustave Kahn, scrittore, poeta e critico d'arte francese (n. 1859)
- 5 settembre - Edmondo Sanjust di Teulada, ingegnere e politico italiano (n. 1858)
- 6 settembre - Cornelius Osten, botanico tedesco (n. 1863)
- 7 settembre - Florenzio Aliprindi, generale italiano (n. 1851)
- 7 settembre - Aurelio Alonzi, militare italiano (n. 1898)
- 7 settembre - Marcel Grossmann, matematico svizzero (n. 1878)
- 7 settembre - Rudolf Sloup, allenatore di calcio e calciatore cecoslovacco (n. 1897)
- 9 settembre - Sherard Osborn Cowper-Coles, inventore inglese (n. 1866)
- 11 settembre - Vasilij Nikolaevič Kajurov, rivoluzionario russo (n. 1876)
- 12 settembre - Hermann Hirt, glottologo e insegnante tedesco (n. 1865)
- 12 settembre - Muhammad Zaman Khan, principe pakistano (n. 1874)
- 12 settembre - Stefano di San Giuseppe, religioso spagnolo (n. 1880)
- 13 settembre - Johannes Franz Hartmann, astronomo tedesco (n. 1865)
- 13 settembre - Magnus Johnson, politico statunitense (n. 1871)
- 14 settembre - Amédée Borrel, biologo francese (n. 1867)
- 14 settembre - John Denham Parsons, scrittore inglese (n. 1861)
- 14 settembre - Irving Thalberg, produttore cinematografico statunitense (n. 1899)
- 15 settembre - Svetozar Pribićević, politico serbo (n. 1875)
- 15 settembre - Alexandros Zaimīs, politico greco (n. 1855)
- 16 settembre - Karl Buresch, politico austriaco (n. 1878)
- 16 settembre - Jean-Baptiste Charcot, esploratore, medico e navigatore francese (n. 1867)
- 16 settembre - Fernando De Rosa, antifascista italiano (n. 1908)
- 17 settembre - Álvaro Santos Cejudo, beato spagnolo (n. 1880)
- 17 settembre - Giorgio Franceschi, militare e aviatore italiano (n. 1911)
- 17 settembre - Henri Le Châtelier, chimico francese (n. 1850)
- 17 settembre - Valerio Terzi, calciatore italiano (n. 1896)
- 17 settembre - Edith Villiers, nobildonna inglese (n. 1841)
- 18 settembre - Konrad Burdach, storico tedesco (n. 1859)
- 18 settembre - Vasilij Ivanovič Nemirovič-Dančenko, scrittore, poeta e giornalista russo (n. 1848)
- 21 settembre - Emilio Bozzi, imprenditore italiano (n. 1873)
- 21 settembre - Frank Hornby, inventore, imprenditore e politico britannico (n. 1863)
- 21 settembre - Antoine Meillet, linguista, grecista e slavista francese (n. 1866)
- 22 settembre - Packey McFarland, pugile statunitense (n. 1888)
- 22 settembre - Roberto Segre, generale e storico italiano (n. 1872)
- 24 settembre - Giacomo di Gesù, presbitero spagnolo (n. 1903)
- 24 settembre - Giovanni della Vergine del Castellar, religioso spagnolo (n. 1898)
- 24 settembre - J.W. Folsom, entomologo statunitense (n. 1871)
- 24 settembre - Luigi di San Michele dei Santi, presbitero spagnolo (n. 1891)
- 24 settembre - Melchiorre dello Spirito Santo, presbitero spagnolo (n. 1899)
- 25 settembre - William Sowden Sims, ammiraglio statunitense (n. 1858)
- 26 settembre - Harriet Monroe, editrice, critica letteraria e poetessa statunitense (n. 1860)
- 27 settembre - Carlo di Borbone-Due Sicilie Orleans, nobile spagnolo (n. 1908)
- 28 settembre - Edgardo Cassani, clarinettista, direttore d'orchestra e compositore italiano (n. 1868)
- 29 settembre - Heinrich Weinel, teologo tedesco (n. 1874)
- 29 settembre - Alfonso Carlo di Borbone-Spagna, nobile spagnolo (n. 1849)
- 30 settembre - Friedrich Bertram Sixt von Armin, generale tedesco (n. 1851)
- 30 settembre - Friedrich Keutgen, storico tedesco (n. 1861)

## Ottobre(67)
- 2 ottobre - Wilhelm Kubitschek, storico, archeologo e numismatico austriaco (n. 1858)
- 2 ottobre - Juho Sunila, politico finlandese (n. 1875)
- 3 ottobre - Attilio Buratti, calciatore e allenatore di calcio italiano (n. 1894)
- 3 ottobre - John Heisman, allenatore di football americano, allenatore di pallacanestro e allenatore di baseball statunitense (n. 1869)
- 3 ottobre - Antonín Kaliba, calciatore cecoslovacco (n. 1898)
- 3 ottobre - John Lynch, sceneggiatore statunitense (n. 1870)
- 3 ottobre - Samuel Rinnah Van Sant, politico statunitense (n. 1844)
- 4 ottobre - Filippo Marini, militare italiano (n. 1906)
- 4 ottobre - Wilhelm Meyer-Lübke, linguista e filologo svizzero (n. 1861)
- 5 ottobre - Jan Jacob Slauerhoff, poeta olandese (n. 1898)
- 6 ottobre - Gyula Gömbös, politico ungherese (n. 1886)
- 6 ottobre - Rodney Heath, tennista australiano (n. 1884)
- 6 ottobre - Andrés Mack, calciatore australiano (n. 1876)
- 6 ottobre - Percy Walters, calciatore inglese (n. 1863)
- 8 ottobre - Ahmed Tevfik Pascià, politico ottomano (n. 1845)
- 8 ottobre - Cheiro, astrologo, esoterista e scrittore britannico (n. 1866)
- 8 ottobre - Hugo Hardy, tennista tedesco (n. 1877)
- 8 ottobre - Joseph Hazelton, attore statunitense (n. 1853)
- 8 ottobre - Premchand, scrittore indiano (n. 1880)
- 9 ottobre - Alejandro Korn, medico, filosofo e politico argentino (n. 1860)
- 9 ottobre - Emil Artur Longen, regista, drammaturgo e pittore ceco (n. 1885)
- 10 ottobre - Luigi Maria Ugolini, archeologo italiano (n. 1895)
- 11 ottobre - Angelo Filippetti, medico, politico e esperantista italiano (n. 1866)
- 11 ottobre - Primo Lagasi, notaio e politico italiano (n. 1853)
- 12 ottobre - Félia Litvinne, soprano russo (n. 1860)
- 13 ottobre - Ettore Lambertini, ingegnere italiano (n. 1861)
- 13 ottobre - Shuja ul-Mulk, principe indiano (n. 1881)
- 14 ottobre - Federico Anselmino, imprenditore e politico italiano (n. 1880)
- 14 ottobre - Willem Hubert van Blijenburgh, schermidore olandese (n. 1881)
- 14 ottobre - Rodolfo Carabelli, militare italiano (n. 1899)
- 14 ottobre - Reinhard Goering, drammaturgo tedesco (n. 1887)
- 14 ottobre - Max Suter, ciclista su strada e ciclocrossista svizzero (n. 1895)
- 15 ottobre - George Hampson, entomologo inglese (n. 1860)
- 16 ottobre - Nasibù Zemanuel, militare, politico e diplomatico etiope (n. 1893)
- 17 ottobre - Suzanne Bianchetti, attrice francese (n. 1889)
- 17 ottobre - Tarsila Cordoba Belda, religiosa spagnola (n. 1861)
- 17 ottobre - Fred Kirkham, arbitro di calcio e allenatore di calcio inglese (n. 1865)
- 17 ottobre - Samuel Merwin, giornalista, scrittore e commediografo statunitense (n. 1874)
- 17 ottobre - Giuseppe Sergi, antropologo e psicologo italiano (n. 1841)
- 19 ottobre - Giovanni Battista Borea d'Olmo, nobile e politico italiano (n. 1831)
- 19 ottobre - Nicolò Giacchetti, calciatore italiano (n. 1903)
- 19 ottobre - Lu Xun, scrittore, saggista e poeta cinese (n. 1881)
- 20 ottobre - Antonio Daniele, militare italiano (n. 1910)
- 20 ottobre - Anne Sullivan, insegnante statunitense (n. 1866)
- 21 ottobre - Ludwig Eid, storico tedesco (n. 1865)
- 21 ottobre - William Lakin Turner, pittore britannico (n. 1867)
- 22 ottobre - James J. Couzens, politico statunitense (n. 1872)
- 22 ottobre - Arturo Viligiardi, pittore, scultore e architetto italiano (n. 1869)
- 23 ottobre - Giuseppe Maria Roberti, teologo italiano (n. 1869)
- 24 ottobre - Giovanni Boccardi, astronomo, matematico e presbitero italiano (n. 1859)
- 24 ottobre - Fred Ott, attore statunitense (n. 1860)
- 25 ottobre - Giovanni Branchi, diplomatico italiano (n. 1846)
- 25 ottobre - Hariot Rowan-Hamilton, nobildonna e scrittrice irlandese (n. 1843)
- 25 ottobre - Knud Wefald, politico statunitense (n. 1869)
- 26 ottobre - Alfonso Bertoldi, scrittore italiano (n. 1861)
- 26 ottobre - Alberto Liri, militare italiano (n. 1912)
- 27 ottobre - József Dénes, calciatore ungherese (n. 1905)
- 28 ottobre - Gigo Gabashvili, pittore georgiano (n. 1862)
- 28 ottobre - Giovanni Pascale, oncologo e politico italiano (n. 1859)
- 29 ottobre - Ramiro Ledesma Ramos, saggista, filosofo e politico spagnolo (n. 1905)
- 29 ottobre - Ramiro de Maeztu, poeta e scrittore spagnolo (n. 1874)
- 29 ottobre - Karl Seidenstücker, indologo, scrittore e traduttore tedesco (n. 1876)
- 29 ottobre - Ja'far al-'Askari, militare e politico iracheno (n. 1885)
- 30 ottobre - Giovanni Merloni, politico, giornalista e antifascista italiano (n. 1873)
- 30 ottobre - Lorado Taft, scultore, scrittore e educatore statunitense (n. 1860)
- 31 ottobre - Ignacy Daszyński, politico e giornalista polacco (n. 1866)
- 31 ottobre - George Slythe Street, scrittore e giornalista inglese (n. 1867)

## Novembre(60)
- 1º novembre - Arturo Ganucci Cancellieri, politico e avvocato italiano (n. 1867)
- 2 novembre - Laird Doyle, sceneggiatore statunitense (n. 1907)
- 2 novembre - Thomas Martin Lowry, chimico britannico (n. 1874)
- 2 novembre - Lorenzo Viani, pittore, incisore e scrittore italiano (n. 1882)
- 3 novembre - Dezső Kosztolányi, poeta, scrittore e giornalista ungherese (n. 1885)
- 3 novembre - Joseph Isaac Spadafora Whitaker, ornitologo e archeologo italiano (n. 1850)
- 4 novembre - Edgar André, antifascista tedesco (n. 1894)
- 4 novembre - Riccardo Bianchi, ingegnere e dirigente d'azienda italiano (n. 1854)
- 4 novembre - Frank Brettell, calciatore e allenatore di calcio inglese (n. 1861)
- 4 novembre - Ugo Brusati, nobile, generale e politico italiano (n. 1847)
- 4 novembre - Edoardo Perroncito, scienziato, medico e veterinario italiano (n. 1847)
- 5 novembre - Mario De Leone, poeta e politico italiano (n. 1889)
- 5 novembre - Charles Sanford Terry, storico e musicologo inglese (n. 1864)
- 5 novembre - Fons Van Der Velde, pittore belga (n. 1870)
- 6 novembre - Osip Braz, pittore russo (n. 1873)
- 7 novembre - Monchín Triana, calciatore spagnolo (n. 1902)
- 8 novembre - Fortunato Cesari, militare e aviatore italiano (n. 1912)
- 8 novembre - Gaetano Devitofrancesco, militare e aviatore italiano (n. 1912)
- 8 novembre - Victor Lardanchet, rugbista a 15 francese (n. 1863)
- 8 novembre - Cesare Laurenti, pittore, scultore e architetto italiano (n. 1854)
- 8 novembre - Manuel Sanz Domínguez, religioso spagnolo (n. 1888)
- 9 novembre - June Caprice, attrice statunitense (n. 1895)
- 9 novembre - Vladimir Čertkov, attivista e scrittore russo (n. 1854)
- 10 novembre - Louis-Gustave Binger, ufficiale e esploratore francese (n. 1856)
- 10 novembre - Primo Gibelli, militare italiano (n. 1893)
- 10 novembre - Luigi Sapelli, scenografo, costumista e illustratore italiano (n. 1865)
- 11 novembre - Jean De Fernex, calciatore italiano (n. 1885)
- 12 novembre - Duan Qirui, generale e politico cinese (n. 1865)
- 14 novembre - Eugène Ferret, architetto francese (n. 1851)
- 14 novembre - Charles Miller, regista e attore statunitense (n. 1857)
- 14 novembre - Arrigo Protti, militare italiano (n. 1898)
- 15 novembre - Paul Fauchey, organista, pianista e compositore francese (n. 1858)
- 16 novembre - Louis-Joseph Maurin, cardinale e arcivescovo cattolico francese (n. 1859)
- 17 novembre - John Bowers, attore statunitense (n. 1885)
- 17 novembre - Julien Noël Costantin, botanico e micologo francese (n. 1857)
- 17 novembre - Angelo Mauri, politico e antifascista italiano (n. 1873)
- 17 novembre - Alexandros Papanastasiou, politico greco (n. 1876)
- 17 novembre - Ernestine Schumann-Heink, contralto ceca (n. 1861)
- 18 novembre - Eugen Bregant, militare austriaco (n. 1875)
- 18 novembre - Raimond van Marle, storico e storico dell'arte olandese (n. 1887)
- 18 novembre - Roger Salengro, politico francese (n. 1890)
- 20 novembre - Angela di San Giuseppe, religiosa spagnola (n. 1875)
- 20 novembre - Silvio Bernicoli, bibliotecario italiano (n. 1857)
- 20 novembre - Buenaventura Durruti, anarchico, sindacalista e rivoluzionario spagnolo (n. 1896)
- 20 novembre - José Antonio Primo de Rivera, politico spagnolo (n. 1903)
- 22 novembre - Louis Apol, pittore olandese (n. 1850)
- 23 novembre - Jacques Sautereau, giocatore di croquet francese (n. 1860)
- 24 novembre - Oreste Silvestri, pittore italiano (n. 1858)
- 25 novembre - Edouard Goursat, matematico francese (n. 1858)
- 26 novembre - Leopoldo Fregoli, trasformista, attore e regista italiano (n. 1867)
- 26 novembre - Billy Papke, pugile statunitense (n. 1886)
- 26 novembre - Blanche Whiffen, attrice teatrale inglese (n. 1845)
- 27 novembre - Álvaro Alcalá Galiano y Vildósola, pittore e decoratore spagnolo (n. 1873)
- 27 novembre - Edward Bach, medico e scrittore britannico (n. 1886)
- 27 novembre - Chester A. Lyons, direttore della fotografia statunitense (n. 1885)
- 27 novembre - Basil Zaharoff, imprenditore e banchiere greco (n. 1849)
- 28 novembre - Vito Mercadante, sindacalista e poeta italiano (n. 1873)
- 29 novembre - Gianfranco Giachetti, attore italiano (n. 1888)
- 30 novembre - Alfonso Olaso, calciatore spagnolo (n. 1904)
- 30 novembre - Johan Turi, scrittore norvegese (n. 1854)

## Dicembre(73)
- 1º dicembre - Hans Beimler, politico tedesco (n. 1895)
- 1º dicembre - Margaret Alice Lili de Windt, nobile inglese (n. 1849)
- 2 dicembre - Rosario Garibaldi Bosco, politico e scrittore italiano (n. 1866)
- 2 dicembre - Luigi Paris, politico italiano (n. 1859)
- 3 dicembre - Pio Heredia Zubía, presbitero spagnolo (n. 1875)
- 3 dicembre - Manuel Irurita y Almándoz, vescovo cattolico spagnolo (n. 1876)
- 3 dicembre - Gustave Zidler, insegnante e poeta francese (n. 1862)
- 4 dicembre - Charles LeGeyt Fortescue, ingegnere canadese (n. 1876)
- 4 dicembre - Muhammad Jalaluddin Khan, principe indiano (n. 1889)
- 4 dicembre - Alberto Pironti, magistrato e politico italiano (n. 1867)
- 5 dicembre - Jacques Grüber, artista francese (n. 1870)
- 5 dicembre - Mario Massa, cantante italiano (n. 1876)
- 5 dicembre - Oscar Adolf Wisting, navigatore e esploratore norvegese (n. 1871)
- 7 dicembre - Davide Campari, imprenditore italiano (n. 1867)
- 7 dicembre - Jean Mermoz, aviatore francese (n. 1901)
- 7 dicembre - Vicente Palacios, calciatore spagnolo (n. 1900)
- 8 dicembre - Nils Johansson, hockeista su ghiaccio svedese (n. 1904)
- 8 dicembre - Luigi Marescalchi Gravina, avvocato e politico italiano (n. 1857)
- 8 dicembre - Domenico Mezzadri, vescovo cattolico italiano (n. 1867)
- 8 dicembre - Raffaele Perla, magistrato e politico italiano (n. 1858)
- 9 dicembre - Antonino Calabretta, ingegnere navale italiano (n. 1855)
- 9 dicembre - Ludwig Hautzmayer, militare e aviatore austro-ungarico (n. 1893)
- 9 dicembre - Harold Kauffman, tennista statunitense (n. 1875)
- 9 dicembre - Arvid Lindman, politico svedese (n. 1862)
- 9 dicembre - Lottie Pickford, attrice canadese (n. 1893)
- 9 dicembre - Magnus Wegelius, tiratore a segno e ginnasta finlandese (n. 1884)
- 9 dicembre - Juan de la Cierva, ingegnere, inventore e aviatore spagnolo (n. 1895)
- 10 dicembre - Luigi Pirandello, drammaturgo, scrittore e poeta italiano (n. 1867)
- 12 dicembre - Louis Delaprée, sceneggiatore francese (n. 1902)
- 12 dicembre - Dino Di Marzio, militare e aviatore italiano (n. 1910)
- 12 dicembre - Pietro Iantorni, stilista italiano (n. 1874)
- 12 dicembre - Giorgio Pollera, militare italiano (n. 1912)
- 12 dicembre - Odoardo Antonio Rovescalli, scenografo italiano (n. 1864)
- 14 dicembre - Giovanni Giani, pittore, medaglista e incisore italiano (n. 1866)
- 16 dicembre - Frank Eugene, fotografo e incisore tedesco (n. 1865)
- 16 dicembre - Giuseppe Palica, arcivescovo cattolico italiano (n. 1869)
- 18 dicembre - Josip Lavrenčič, politico italiano (n. 1859)
- 18 dicembre - Andrija Mohorovičić, sismologo e meteorologo croato (n. 1857)
- 18 dicembre - Leonardo Torres y Quevedo, ingegnere e matematico spagnolo (n. 1852)
- 19 dicembre - Goliardo Mosca, militare e aviatore italiano (n. 1906)
- 19 dicembre - Theodor Wiegand, archeologo tedesco (n. 1864)
- 20 dicembre - Vittor Ugo Ceccherelli, aviatore e ufficiale italiano (n. 1912)
- 20 dicembre - Elsa Einstein, tedesca (n. 1876)
- 20 dicembre - Ferdinand Karsch, entomologo, aracnologo e antropologo tedesco (n. 1853)
- 21 dicembre - Stanley Rossiter Benedict, chimico e biochimico statunitense (n. 1884)
- 21 dicembre - Iris Stuart, attrice statunitense (n. 1903)
- 22 dicembre - Willy Bocola, aviatore e militare italiano (n. 1905)
- 22 dicembre - Louise Deglane, fotografa francese (n. 1868)
- 22 dicembre - Luigi Nerieri, aviatore e militare italiano (n. 1912)
- 22 dicembre - Nikolaj Ostrovskij, scrittore sovietico (n. 1904)
- 24 dicembre - Irene Fenwick, attrice statunitense (n. 1887)
- 24 dicembre - Dragutin Gorjanović-Kramberger, archeologo, geologo e paleontologo croato (n. 1856)
- 25 dicembre - Maud Durbin, attrice teatrale e sceneggiatrice statunitense (n. 1874)
- 25 dicembre - Carl Stumpf, filosofo e psicologo tedesco (n. 1848)
- 26 dicembre - Amedeo Sandrini, avvocato e politico italiano (n. 1866)
- 27 dicembre - Santu Casanova, scrittore francese (n. 1850)
- 27 dicembre - Mehmet Akif Ersoy, poeta turco (n. 1873)
- 27 dicembre - Hans von Seeckt, generale tedesco (n. 1866)
- 27 dicembre - Heikki Suolahti, compositore finlandese (n. 1920)
- 27 dicembre - Leon Wyczółkowski, pittore polacco (n. 1852)
- 28 dicembre - John Cornford, poeta britannico (n. 1915)
- 28 dicembre - Fred Walton, attore e regista inglese (n. 1865)
- 28 dicembre - Bindo de Vecchi, medico e militare italiano (n. 1877)
- 29 dicembre - Robert Demachy, fotografo francese (n. 1859)
- 29 dicembre - Antonio Garibaldo Quattrini, storico e scrittore italiano (n. 1880)
- 29 dicembre - Fanny Lucy Radmall, filantropa e attivista britannica (n. 1857)
- 30 dicembre - Angelo Vincenzo De Dominicis, medico italiano (n. 1875)
- 30 dicembre - Federico d'Asburgo-Teschen, nobile (n. 1856)
- 30 dicembre - Carlo Montani, pittore, illustratore e giornalista italiano (n. 1868)
- 30 dicembre - Ronald Thomas, tennista australiano (n. 1888)
- 31 dicembre - Anselmo Ciappi, ingegnere, politico e docente italiano (n. 1868)
- 31 dicembre - François De Fossa, pittore e ufficiale francese (n. 1861)
- 31 dicembre - Miguel de Unamuno, poeta, filosofo e scrittore spagnolo (n. 1864)

## Senza giorno specificato(74)
- Giuseppe Abatino, impresario teatrale italiano (n. 1898)
- Giuseppe Albertotti, medico italiano (n. 1851)
- Horacio Álvarez Mesa, scrittore e politico spagnolo (n. 1881)
- Anna O., austriaca (n. 1859)
- Eugenio Baioni, scultore e pittore italiano (n. 1880)
- Filippo Baratti, pittore italiano (n. 1849)
- Giovanni Barbera, scultore italiano (n. 1909)
- Adolfo Carlo Barone, pittore italiano (n. 1861)
- Dino Bausi, pittore italiano (n. 1905)
- Ruby Belasco, attrice britannica (n. 1867)
- Tobia Bertini, cantante italiano (n. 1856)
- Giuseppe Boni, architetto italiano (n. 1884)
- Martin Bugreiro, brasiliano (n. 1876)
- Arthur Callender, ingegnere e architetto inglese (n. 1875)
- Maurice Challiot, regista francese (n. 1876)
- Gina Ciaparelli, soprano italiano (n. 1881)
- Manlio Costa, architetto italiano (n. 1901)
- Eugène Dabit, romanziere francese (n. 1898)
- Vladimir Nikolaevič Derevenko, medico e chirurgo russo (n. 1879)
- Meir Dizengoff, politico russo (n. 1876)
- Leonid Ivanovič Dobyčin, scrittore lettone (n. 1894)
- Peter Henry Emerson, scrittore e fotografo inglese (n. 1856)
- George Forbes, ingegnere scozzese (n. 1849)
- Mario Fumagalli, attore e direttore artistico italiano (n. 1869)
- Giuseppe Gabardini, pittore e ingegnere aeronautico italiano (n. 1879)
- Dante Gallani, medico, politico e antifascista italiano (n. 1878)
- Ignazio Carlo Gavini, storico e architetto italiano (n. 1867)
- Aristide Gentiloni Silverj, nobile e archeologo italiano (n. 1844)
- Luigi di San Giusto, scrittrice e giornalista italiana (n. 1865)
- Michel Gondinet, dirigente sportivo e scrittore francese (n. 1855)
- Frank Gresley, artista britannico (n. 1855)
- John Scott Haldane, fisiologo e inventore britannico (n. 1860)
- Karl Hampe, storico tedesco (n. 1869)
- Jurgis Hardingsonas, calciatore lituano (n. 1892)
- Friedrich Georg Hendel, entomologo austriaco (n. 1874)
- Édouard Herzen, chimico belga (n. 1877)
- Charles Holmes, pittore, editore e scrittore inglese (n. 1868)
- Garabet Ibrăileanu, scrittore rumeno (n. 1871)
- Aleramo Incisa Beccaria, militare italiano (n. 1901)
- Raffaele Issel, zoologo italiano (n. 1878)
- Andreu Ivars, storico e presbitero spagnolo (n. 1885)
- Frank Byron Jevons, storico delle religioni britannico (n. 1858)
- Georges Vacher de Lapouge, antropologo francese (n. 1854)
- Joseph Lavielle, ginnasta francese (n. 1873)
- Ginevra Speraz, scrittrice, giornalista e traduttrice italiana (n. 1865)
- Grigorij Ivanovič Libken, regista cinematografico russo (n. 1870)
- Privat-Livemont, pittore, decoratore e pubblicitario belga (n. 1861)
- Martí de Barcelona, religioso spagnolo
- Beatrice Morgari, pittrice italiana (n. 1858)
- François Nardi, pittore francese (n. 1861)
- Julius Arthur Nieuwland, chimico statunitense (n. 1878)
- Jeanne Paquin, stilista francese (n. 1869)
- Loris Pasquali, pittore italiano (n. 1880)
- Alessandro Pedemonti, militare italiano (n. 1869)
- Angelo Pellacani, arbitro di calcio e calciatore italiano (n. 1891)
- Siegfried Philippi, regista e sceneggiatore tedesco (n. 1877)
- Silvio Pieri, glottologo italiano (n. 1856)
- Ferdinando Quartieri, imprenditore e politico italiano (n. 1865)
- Othmar Reiser, ornitologo austriaco (n. 1861)
- Emilio Respighi, dermatologo italiano (n. 1860)
- Eliso Rivera, giornalista italiano (n. 1865)
- Giuseppa Salvo, mafiosa italiana (n. 1865)
- Giacomo Scotti, politico italiano (n. 1873)
- Constantin Stere, politico rumeno (n. 1865)
- Albert Thibaudet, critico letterario e francesista francese (n. 1874)
- Karel Traxler, scacchista e compositore di scacchi boemo (n. 1866)
- J. D. Unwin, antropologo e etnologo inglese (n. 1895)
- Carl Wilhelm, regista, sceneggiatore e produttore cinematografico austriaco (n. 1872)
- John Woodroffe, orientalista britannico (n. 1865)
- Yang Chengfu, artista marziale cinese (n. 1883)
- Ziya Songülen, dirigente sportivo ottomano (n. 1886)
- Hamad bin Abd Allah Al Sharqi, sovrano emiratino
- Albert Louvet, architetto francese (n. 1860)
- Zayd ou Hmad, condottiero e politico berbero